# دوري الدرجة الأولى الليتواني 2016
دوري الدرجة الأولى الليتواني 2016 (بالليتوانية: 2016 m. A lyga)‏ هو الموسم 27 من  دوري الدرجة الأولى الليتواني. أقيم خلال الفترة 2 مارس 2016 وحتى 26 نوفمبر 2016، وكان عدد الأندية المشاركة فيه  8، وفاز فيه نادي جالغيريس.